# Rejon drybiński
Rejon drybiński (biał. Дрыбінскі раён) – rejon we wschodniej Białorusi, w obwodzie mohylewskim. Leży na terenie dawnego powiatu czausowskiego.